# Самар Ольга Андріївна
Самар Ольга Андріївна — українська художниця-анімаліст, педагог. Живе в Києві.

## Біографія
Ольга Андріївна Самар народилася 1 жовтня 1978 року в с. Житні Гори Київської області. Навчалась в музичній школі м. Рокитне.
2000 року закінчила Переяслав-Хмельницький державний педагогічний університет імені Григорія Сковороди, спеціальність «Вчитель молодших класів».
В 2012—2013 роках навчалась в майстерні художника Л. П. Лаврової, в 2013—2016 роках — в майстерні художника В. Л. Левченко, 2015 року — в майстерні художника О. А. Малих. В 2014—2016 роках — навчання в майстерні О. І. Свіжак.

Викладає живопис у власній студії.

## Творчість
Ольга Самар — щорічний учасник районних виставок смт. Рокитне, Київської області. Її роботи знаходяться у приватних колекціях України, Росії, ОАЕ, Данії, Туреччини.

### Виставки
- 2009 рік — виставка в галереї «Ізограф», м. Почаїв
- 2010 рік — виставка в Галереї «мінус 4», м. Київ
- 2011 рік — виставка в готельному комплексі «Лісотель»
- 2012 рік — виставка в Українській майстерні іграшок «Леля»
- 2013 рік — персональна виставка в галереї Вунджо-арт «Жага живопису»[1]
- 2013 рік — персональна виставка с. Житні Гори
- 2013 рік — участь у пленері м. Санкт-Петербург, Росія
- 2014 рік — участь у пленері «Карпатскі сурми» с. Подобовець Межигірського р-ну, Закарпатської обл.
- 2016 рік — участь у конкурсі арт-фестивалю TALENT ENERGY FEST